# Peter Kolosimo
Peter Kolosimo (pseudònim de Pier Domenico Colosimo, Mòdena, 15 de desembre de 1922 - Milà, 23 de març de 1984), va ser un escriptor i periodista italià. Destacat divulgador científic, és considerat un dels fundadors de l'astroarqueologia, juntament amb Erich von Däniken. Es va llicenciar a Alemanya en filologia moderna. Es va proposar estudiar els orígens de la civilització amb teories no acceptades per la comunitat científica, particularment amb la teoria dels antics astronautes. Va sostenir que l'home és només la baula d'una cadena evolutiva iniciada en alguns lloc del Cosmos i continuada després a la Terra. Va recopilar nombrosos casos amb els quals, segons les seves tesis, quedaria demostrada la intervenció extraterrestre en diferents moments de la història.
De mare nord-americana, Kolosimo dominava a la perfecció l'italià, l'alemany i l'anglès. Nascut a Mòdena, va viure la major part de la seva vida a Bolzano. El 1969 va obtenir el Premi Bancarella pel seu llibre Non è terrestre [No és terrestre]. Va ser director de l'Associació d'Estudis Prehistòrics d'Itàlia. Els seus llibres han estat traduïts a l'alemany, anglès, castellà, finès, francès, japonès, rus i xinès.

## Obres
- Il pianeta sconosciuto, Torino 1957
- Terra senza tempo, Torino, 1964
- Ombre sulle stelle, Milano 1966
- Psicologia dell'eros, Milano 1967
- Non è terrestre, Milano 1968
- Il comportamento sessuale degli europei, Milano 1971
- Astronavi sulla preistoria, Milano 1972
- Guida al mondo dei sogni, Milano 1974
- Odissea stellare, Milano 1974
- Polvere d'inferno, Milano 1975
- Fratelli dell'infinito, Milano 1975
- Cittadini delle tenebre, Milano 1977
- Civiltà del silenzio, Milano 1978
- Fiori di luna, Milano 1979
- Italia mistero cosmico, Milano 1979
- Io e l'indiano, Milano 1979
- Viaggiatori del tempo, Milano 1981
- Fronte del sole, Milano 1982
- I misteri dell'universo, Milano 1982

### Relats
Als anys cinquanta va publicar alguns relats de ciència-ficció amb el pseudònim d'Omega Jim.